# Cratere McDonald
McDonald è un cratere lunare di 6,97 km situato nella parte nord-occidentale della faccia visibile della Luna.